# Saison 2020 de l'équipe cycliste Astana
La saison 2020 de l'équipe cycliste Astana est la quatorzième de cette équipe.

## Coureurs et encadrement technique

### Arrivées et départs
| Coureur           | Provenance                    | Durée contrat |
| ----------------- | ----------------------------- | ------------- |
| Alex Aranburu     | Caja Rural-Seguros RGA        | 2020-2021     |
| Fabio Felline     | Trek-Segafredo                | 2020-2021     |
| Davide Martinelli | Deceuninck-Quick Step         | 2020          |
| Vadim Pronskiy    | Vino-Astana Motors            | 2020-2021     |
| Óscar Rodríguez   | Euskadi Basque Country-Murias | 2020-2021     |
| Harold Tejada     | Medellín                      | 2020-2023     |
| Aleksandr Vlasov  | Gazprom-RusVelo               | 2020          |

| Coureur             | Nouvelle équipe       | Durée contrat |
| ------------------- | --------------------- | ------------- |
| Davide Ballerini    | Deceuninck-Quick Step | 2020-2021     |
| Peio Bilbao         | Bahrain-McLaren       | 2020-2021     |
| Dario Cataldo       | Movistar              | 2020-2021     |
| Magnus Cort Nielsen | EF Pro Cycling        | 2020-2021     |
| Jan Hirt            | CCC Team              | 2020          |
| Davide Villella     | Movistar              | 2020-2021     |
| Andrey Zeits        | Mitchelton-Scott      | 2020-2021     |

### Effectif de la saison
| Coureur            | Date de Nais.              | Équipe en 2019         | Cont. | V |
| ------------------ | -------------------------- | ---------------------- | ----- | - |
| Alex Aranburu      | 19 septembre 1995 (25 ans) | Caja Rural-Seguros RGA | 2021  | 0 |
| Zhandos Bizhigitov | 10 juin 1991 (29 ans)      | Astana                 | 2020  | 0 |
| Manuele Boaro      | 12 mars 1987 (33 ans)      | Astana                 | 2020  | 0 |
| Hernando Bohorquez | 22 juin 1992 (28 ans)      | Astana                 | 2020  | 0 |
| Rodrigo Contreras  | 2 juin 1994 (26 ans)       | Astana                 | 2020  | 0 |
| Laurens De Vreese  | 29 septembre 1988 (32 ans) | Astana                 | 2020  | 0 |
| Fabio Felline      | 29 mars 1990 (30 ans)      | Trek-Segafredo         | 2021  | 1 |
| Daniil Fominykh    | 28 août 1991 (29 ans)      | Astana                 | 2020  | 0 |
| Omar Fraile        | 17 juillet 1990 (30 ans)   | Astana                 | 2021  | 0 |
| Jakob Fuglsang     | 22 mars 1985 (35 ans)      | Astana                 | 2021  | 4 |
| Yevgeniy Gidich    | 19 mai 1996 (24 ans)       | Astana                 | 2020  | 0 |
| Jonas Gregaard     | 30 juillet 1996 (24 ans)   | Astana                 | 2020  | 0 |
| Dmitriy Gruzdev    | 10 juin 1991 (29 ans)      | Astana                 | 2020  | 0 |
| Hugo Houle         | 27 septembre 1990 (30 ans) | Astana                 | 2022  | 0 |

| Coureur            | Date de Nais.              | en 2019               | Cont. | V |
| ------------------ | -------------------------- | --------------------- | ----- | - |
| Gorka Izagirre     | 7 octobre 1987 (33 ans)    | Astana                | 2020  | 1 |
| Ion Izagirre       | 4 février 1989 (31 ans)    | Astana                | 2020  | 1 |
| Merhawi Kudus      | 23 janvier 1994 (26 ans)   | Astana                | 2021  | 0 |
| Miguel Ángel López | 4 février 1994 (26 ans)    | Astana                | 2020  | 2 |
| Alexey Lutsenko    | 7 septembre 1992 (28 ans)  | Astana                | 2020  | 1 |
| Davide Martinelli  | 31 mai 1993 (27 ans)       | Deceuninck-Quick Step | 2020  | 0 |
| Yuriy Natarov      | 28 décembre 1996 (24 ans)  | Astana                | 2020  | 0 |
| Vadim Pronskiy     | 4 juin 1998 (22 ans)       | Vino-Astana Motors    | 2021  | 0 |
| Óscar Rodríguez    | 6 mai 1995 (25 ans)        | Euskadi               | 2021  | 0 |
| Luis León Sánchez  | 24 novembre 1983 (37 ans)  | Astana                | 2020  | 2 |
| Nikita Stalnov     | 14 septembre 1991 (29 ans) | Astana                | 2020  | 0 |
| Harold Tejada      | 27 avril 1997 (23 ans)     | Medellín              | 2021  | 0 |
| Aleksandr Vlasov   | 23 avril 1996 (24 ans)     | Gazprom-RusVelo       | 2021  | 3 |
| Artyom Zakharov    | 23 avril 1996 (24 ans)     | Astana                | 2020  | 0 |

## Bilan de la saison

### Victoires sur la saison
| #  | Date         | Course                                       | Catégorie            | Vainqueur          | Pays     | Lieu            |
| -- | ------------ | -------------------------------------------- | -------------------- | ------------------ | -------- | --------------- |
| 1  | 14 février   | 2e étape du Tour de La Provence              | UCI ProSeries        | Aleksandr Vlasov   | France   | La Ciotat       |
| 2  | 15 février   | 2e étape du Tour de Murcie                   | UCI Europe Tour      | Luis León Sánchez  | Espagne  | Murcie          |
| 3  | 19 février   | 1re étape du Tour d'Andalousie               | UCI ProSeries        | Jakob Fuglsang     | Espagne  | Grazalema       |
| 4  | 21 février   | 3e étape du Tour d'Andalousie                | UCI ProSeries        | Jakob Fuglsang     | Espagne  | Úbeda           |
| 5  | 22 février   | 4e étape du Tour de l'Algarve                | UCI ProSeries        | Miguel Ángel López | Portugal | Alto do Malhão  |
| 6  | 23 février   | Tour d'Andalousie, classement général        | UCI ProSeries        | Jakob Fuglsang     | Espagne  |                 |
| 7  | 3 août       | Gran Trittico Lombardo                       | UCI ProSeries        | Gorka Izagirre     | Italie   | Varèse          |
| 8  | 6 août       | Mont Ventoux Dénivelé Challenges             | UCI Europe Tour      | Aleksandr Vlasov   | France   | Mont Ventoux    |
| 9  | 15 août      | Tour de Lombardie                            | UCI World Tour       | Jakob Fuglsang     | Italie   | Côme            |
| 10 | 18 août      | Tour d'Émilie                                | UCI ProSeries        | Aleksandr Vlasov   | Italie   | Bologne         |
| 11 | 23 août      | Championnats d'Espagne de cyclisme sur route | Championnat national | Luis León Sánchez  | Espagne  | Baeza           |
| 12 | 30 août      | Mémorial Marco Pantani                       | UCI Europe Tour      | Fabio Felline      | Italie   | Cesenatico      |
| 13 | 3 septembre  | 6e étape du Tour de France                   | UCI World Tour       | Alexey Lutsenko    | France   | Mont Aigoual    |
| 14 | 16 septembre | 17e étape du Tour de France                  | UCI World Tour       | Miguel Ángel López | France   | Col de la Loze  |
| 15 | 25 octobre   | 6e étape du Tour d'Espagne                   | UCI World Tour       | Ion Izagirre       | Espagne  | Aramón Formigal |

### Victoires sur les classements annexes
| Date         | Course                                                          | Catégorie       | Vainqueur        | Pays    |
| ------------ | --------------------------------------------------------------- | --------------- | ---------------- | ------- |
| 15 février   | Tour de Murcie, classement du meilleur grimpeur                 | UCI Europe Tour | Omar Fraile      | Espagne |
| 15 février   | Tour de Murcie, classement par équipes                          | UCI Europe Tour | [ N 1 ]          | Espagne |
| 16 février   | Tour de La Provence, classement par points                      | UCI ProSeries   | Alexey Lutsenko  | France  |
| 16 février   | Tour de La Provence, classement du meilleur jeune               | UCI ProSeries   | Aleksandr Vlasov | France  |
| 16 février   | Tour de La Provence, classement par équipes                     | UCI ProSeries   | [ N 2 ]          | France  |
| 23 février   | Tour d'Andalousie, classement par points                        | UCI ProSeries   | Jakob Fuglsang   | Espagne |
| 4 septembre  | Semaine internationale Coppi et Bartali, classement par équipes | UCI Europe Tour | [ N 3 ]          | Italie  |
| 14 septembre | Tirreno-Adriatico, classement du meilleur jeune                 | UCI World Tour  | Aleksandr Vlasov | Italie  |

## Classement UCI

### Classement individuel
| #   | Coureur            | Pts  |
| --- | ------------------ | ---- |
| 5   | Jakob Fuglsang     | 1961 |
| 12  | Aleksandr Vlasov   | 1399 |
| 41  | Miguel Ángel López | 925  |
| 75  | Alexey Lutsenko    | 531  |
| 82  | Gorka Izagirre     | 498  |
| 105 | Alex Aranburu      | 410  |
| 125 | Ion Izagirre       | 333  |
| 181 | Luis León Sánchez  | 212  |
| 191 | Fabio Felline      | 197  |
| 265 | Omar Fraile        | 146  |

| #    | Coureur           | Pts |
| ---- | ----------------- | --- |
| 328  | Óscar Rodríguez   | 116 |
| 353  | Hugo Houle        | 110 |
| 504  | Harold Tejada     | 73  |
| 521  | Merhawi Kudus     | 70  |
| 682  | Nikita Stalnov    | 50  |
| 715  | Manuele Boaro     | 45  |
| 789  | Vadim Pronskiy    | 40  |
| 939  | Jonas Gregaard    | 30  |
| 1267 | Rodrigo Contreras | 15  |
| 1321 | Yuriy Natarov     | 13  |

| #    | Coureur            | Pts |
| ---- | ------------------ | --- |
| 1356 | Artyom Zakharov    | 11  |
| 1481 | Yevgeniy Gidich    | 8   |
| 1489 | Hernando Bohórquez | 8   |
| 1661 | Davide Martinelli  | 5   |
| 1980 | Laurens De Vreese  | 3   |
| -    | Zhandos Bizhigitov | 0   |
| -    | Daniil Fominykh    | 0   |
| -    | Dmitriy Gruzdev    | 0   |

### Classement par équipes
| #  | Équipe                | Pts     |
| -- | --------------------- | ------- |
| 1  | Jumbo-Visma           | 9919    |
| 2  | Deceuninck-Quick Step | 9776.16 |
| 3  | UAE Emirates          | 8503    |
| 4  | Ineos Grenadiers      | 7628.33 |
| 5  | Sunweb                | 7582.71 |
| 6  | Bora-Hansgrohe        | 6738.5  |
| 7  | Astana                | 6612    |
| 8  | Trek-Segafredo        | 6591    |
| 9  | Groupama-FDJ          | 5614    |
| 10 | EF Pro Cycling        | 5576.99 |